# Blaski János
Blaski János (Budapest, 1924. november 17. – 2015. június 13.) háromszoros Munkácsy Mihály-díjas (1957, 1962, 1968) magyar festőművész, tanár.

## Életpályája
1946–1949 között a Képzőművészeti Főiskola hallgatója volt Berény Róbert, Burghardt Rezső valamint Barcsay Jenő osztályában. 1949–1952 között a moszkvai Filmművészeti Főiskola diákja volt. 1952–1955 között a Képzőművészeti Akadémián tanult Leningrádban, ahol Borisz Vlagyimirovics Joganszon tanítványa volt.
1959–1961 között Derkovits Gyula képzőművészeti ösztöndíjban részesült. 1960-ban Rómában volt ösztöndíjas. 1960-tól 26 évig a Képzőművészeti Főiskola adjunktusa, docense illetve egyetemi tanára volt.
Festmények mellett monumentális, murális kompozíciókat készített üveg, tűzzománc anyagból.
A Magyar Népköztársaság Művészeti Alapja, majd a MAOE (1955-től) és a MKISZ (1958-tól) tagja.

## Művei
- Oroszlány, lakóház - sgraffito, 200*650 cm (1959)
- A sellyei művelődési ház, mozaik - metlachi, 210*126 cm (1959-1960)
- Csepel Autógyár művelődési háza, Népművelés szimbóluma, mozaik - metlachi, 300*1700 cm (1961)
- Fehérgyarmat, Tanácsház, Figurális kompozíció - sgraffito, 300*900 cm (1962)
- Budapest V., Balaton utca 5-11,Honvédelmi Minisztérium, Történelem-Forradalom, színes üvegkompozíció - ólmozott üvegablak, 48m^2 (1965)
- Salgótarján, József Attila Művelődési Ház, A szocialista kultúra története - üvegmozaik, 4*30 m (1966-1967)
- Nyíregyháza, Tanárképző Főiskola, Oktatás - muranói üvegmozaik, 340*1020 cm (1972)
- Budapest V., Szent István körút, Luxor étterem - csempeburkolat, 50 m^2 (1975)
- Budapest I., Krisztina körút, Déli Pályaudvar bisztró, dekoratív burkolat - mázas csempe, 95 m^2 (1975)
- Budapest V.,  Pállfy György utca 7-11., Honvédelmi Minisztérium - ólmozott üvegablak, 330*1460 cm (1975)
- Salgótarján, Zománcipari Művek, plasztika - zománcozott acél, m: 250 cm (1979)
- Zalaegerszeg, Sportcsarnok, plasztikus dekoratív burkolat (Segesdi Györggyel) - zománc, krómacél, 8*42 m (1980)
- Berzence, Határállomás, plasztika - zománcozott acél, 8 elemm 80–300 cm (1981)
- Zalaegerszeg, Városi Hangverseny- és Kiállítóterem, színes üvegablak - ólmozott üveg, 25 m^2 (1984)
- Budaörs, Vízművek, plasztika - alumínium, 6m (1987)
- Budaörs, Komáromi út 6., Pest Megyei Víz- és Csatornázási Művek székháza, plasztika - eloxált alumínium, m: 600 cm (1988)
- Budapest VI., Jókai utca 5., MEDOSZ Hotel étterme, mozaik - muranoi üveg, 320*525 cm (1989)

## Díjak, ösztöndíjak
- 1957 – Munkácsy Mihály-díj
- 1958 – Derkovits Gyula képzőművészeti ösztöndíj
- 1960 – A Római Magyar Akadémia ösztöndíja, Róma
- 1962 – Munkácsy Mihály-díj
- 1968 – Munkácsy Mihály-díj
- 1968 – VIT-díj, Moszkva
- 1975 – Érdemes művész
- 1984 – Munka Érdemrend arany fokozata